# تسارع منتظم

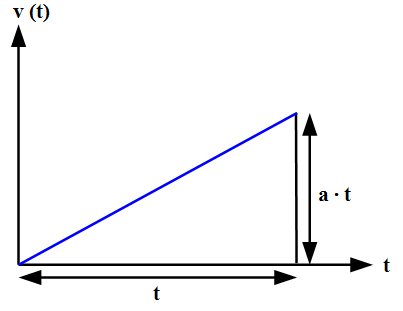

التسارع المنتظم أو  التسارع الثابت هو نوع من أنواع الحركة التي تكون فيها السرعة المتجهة لجسم تتغير بمقادير متساوية في فترات زمنية متساوية. مثال على جسم له تسارع منتظم هو كرة تتدحرج على لوح مائل. يلتقد الجسم السرعة بينما ينزل على اللوح المائل بتغيرات متساوية بالنسبة للزمن. مع ذلك فإن أبرز مثال على التسارع المنتظم هو السقوط الحر لجسم. يمكن هنا ملاحظة أن تسارع الجسم الساقط في حال غياب معوقات الحركة (الاحتكاك وغيره) تكون معتمدة فقط على شدة حقل الثقالة g (يطلق عليه أيضا التسارع الناجم عن الجاذبية)، بما أنه من قانون نيوتن الثاني تكون القوة {\displaystyle F,} الفاعلة على جسم معطاة بالعلاقة:
{\displaystyle \mathbf {F} =m\mathbf {g} }
وبالمثل يكون التسارع, {\displaystyle a,} لجسم معطى بالعلاقة:
{\displaystyle \mathbf {a} ={\mathbf {F}  \over {m}}}
حيث {\displaystyle m} هي كتلة الجسم في كل حالة. بمساواة هذين التعبيرين يمكن بيان أن:
{\displaystyle \mathbf {a} =\mathbf {g} }
وكنتيجة لهذا، كما أوضح غاليليو غاليلي, الأجسام ذات الكتل المختلفة، حيث يمكن إهمال مقاومات الحركة، تتسارع بنفس المعدل - عند إفلات مطرقة وريشة من نفس المستوى في الفراغ، فسوف ترتطمان بالأرض في نفس اللحظة.

## الحركة الدورانية
مثال آخر لجسم يتعرض لتسارع منتظم هو حالة الحركة الدورانية بشكل أفقي. في هذه الحال، لأن اتجاه حركة الجسم متغيرة بشكل ثابت، مماسية على الدائرة، تكون السرعة المتجهة للجسم متغيرة أيضا. يعتبر أي تغير في السرعة بالنسبة للزمن تسارعاً. يكون اتجاه التسارع نحو مركز الدائرة ويأخذ القيمة:
{\displaystyle a={{v^{2}} \over {r}}}
حيث{\displaystyle v} هي سرعة الجسم الزاوية. بطريقة مكافئة، يمكن حساب التسارع الشعاعي من السرعة المتجهة الزاوية {\displaystyle \omega ,} حيث:
{\displaystyle \mathbf {a} =\mathbf {-\omega ^{2}} \mathbf {r} .}
من المهم ملاحظة أن التسارع، وعليه القوة أيضا، المؤثرة في جسم في الحركة الأفقية الدورانية المنتظمة تكون متجهة نحو مركز الدائرة، أي مركزية - بينما ما يسمى القوة الطاردة تظهر مؤثرة نحو الخارج على جسم هي في الحقيقة قوة زائفة نتيجة كمية الحركة المماسية على الدائرة.

## الصيغ
نظراً للخصائص الجبرية الفريدة للتسارع المنتظم، قام الرياضيون باشتقاق عدد من الصيغ التي يمكن استعمالها لإيحاد أي من الكميات التالية:
الإزاحة, السرعة المتجهة الابتدائية، السرعة المتجهة النهائية, التسارع والزمن.
هذه العلاقات هي:
{\displaystyle \mathbf {v} =\mathbf {u} +\mathbf {a} t}
{\displaystyle v^{2}=u^{2}+2\mathbf {a} \cdot \mathbf {s} }
{\displaystyle \mathbf {s} =\mathbf {u} t+{{1} \over {2}}\mathbf {a} t^{2}}
{\displaystyle \mathbf {s} ={{(\mathbf {u} +\mathbf {v} )t} \over {2}}}
حيث
{\displaystyle \mathbf {s} } = الإزاحة
{\displaystyle \mathbf {u} } = السرعة المتجهة الابتدائية
{\displaystyle \mathbf {v} } = السرعة المتجهة النهائية
{\displaystyle \mathbf {a} } = التسارع المنتظم
{\displaystyle t} = الزمن.

## اقرأ أيضا
- علم الحركة
- معادلات الحركة

## نسخة مماثلة
- تسارع منتظم موسوعة المعرفة